# Lamprogaster quadrilinea
Lamprogaster quadrilinea är en tvåvingeart som beskrevs av Walker 1859. Lamprogaster quadrilinea ingår i släktet Lamprogaster och familjen bredmunsflugor. Inga underarter finns listade i Catalogue of Life.